# Teresa Llacuna i Puig
Teresa Llacuna i Puig (Igualada, 27 de maig de 1935) és una pianista catalana, concertista i professora.
Filla única del poeta Joan Llacuna i Carbonell i de Teresa Puig i Garrell, va iniciar els estudis de piano a Igualada amb Joana Martí i Riba i amb el mestratge de Joan Just i Bertran. Als 15 anys va fer la seva primera actuació al Palau de la Música. Es formà amb el mestre Joan Gibert i Camins i de molt jove va anar a París on estudià convidada per Alfred Cortot i es formà amb el pianista hongarès Béla Síki, amb Artur Schnabel i amb la pedagoga Maria Curcio. Ha actuat a França, Espanya, Alemanya, Suïssa, Itàlia, Rússia i Anglaterra, i la crítica ha destacat el seu rigor interpretatiu i estil propi. El seu pare li va fer de mànager durant les gires. Fou solista de la BBC, de Radio France i Radio Nacional de España i actuà amb les orquestres Filharmònica de Dresden, National de Lyon, Tenerife i Palatina. Ha fet múltiples enregistraments amb Sony i EMI, i ha participat en concerts televisats.
A causa de problemes a les articulacions va haver d'abandonar l'activitat com a concertista, i s'ha dedicat a fer de professora i membre del jurat de concursos i festivals locals i internacionals. És presidenta d'honor del Concurs Internacional de Piano Teresa Llacuna (CIPTL), creat el 2003 a Montélimar, França, pel pianista Pascal Gallet, i que a partir del 2011 se celebrarà a Valence. Teresa Llacuna és directora d'una escola de piano a Saint-Romain-au-Mont-d'Or, prop de Lió, França.

## Discografia
- Trois siècles de Musique Espagnole, SODER
- Intégrale de Falla, EMI SONY
- Récital Granados, EMI SONY
- Rondos à deux pianos Chopin, EMI